# Steinernes Meer
Das Steinerne Meer ist ein verkarsteter Gebirgsstock mit ausgeprägten Hochflächenbildungen in den Nördlichen Kalkalpen. Als eines der neun Teilgebirge der Berchtesgadener Alpen gehört das Steinerne Meer teils zu Bayern, teils zu Salzburg. Seine größten Höhen erreicht es in seinen südlichen Randgipfeln (Selbhorn 2655 m ü. A., Schönfeldspitze 2653 m). Gängige Namen bis Anfang des 19. Jahrhunderts waren Scharpfes Gepürg und Verlorene Weide.

## Lage
Im Nordwesten grenzen der Hochkalterstock und der Watzmann, nordöstlich das Hagengebirge und südöstlich der Hochkönig an das Gebirge. Es ist mit einer Fläche von rund 160 km² der größte Gebirgsstock der Berchtesgadener Alpen. 55 km² befinden sich oberhalb 2000 Meter Meereshöhe. Gegen Süden fällt das Gebirge steil ins Saalfeldner Becken ab. Unmittelbar am Fuße seiner Nordabstürze befindet sich der Königssee.
Die bayerischen Teile des Steinernen Meers gehören zum Nationalpark Berchtesgaden, die österreichischen zum Naturschutzgebiet Kalkhochalpen.

## Landschaftsbild
Dachsteinkalk und Karsterscheinungen prägen das Landschaftsbild. Etwa 800 Karsthöhlen wurden bisher im Steinernen Meer erfasst. Typisch ist auch der ausgeprägte Hochflächencharakter des Steinernen Meers oberhalb einer Höhe von 2000 Metern, der sich anhand zweier Parameter mit Zahlen belegen lässt: Erstens weisen 50 – also fast alle – Gipfel eine Höhe von 2000 bis 2600 m auf, nur rund zehn Gipfel sind niedriger; die durchschnittliche Prominenz und Dominanz der Gipfel ist niedrig; nur wenige Berge heben sich markant von der Hochfläche ab.
Im Großen und Ganzen fällt die Hochfläche von Süden nach Norden ab. Im Norden gab es früher eine Reihe von Almen, die heute allesamt aufgelassen sind (z. B. die Oberlahneralm).

Blick vom Seehorn nach Osten ins Steinerne Meer
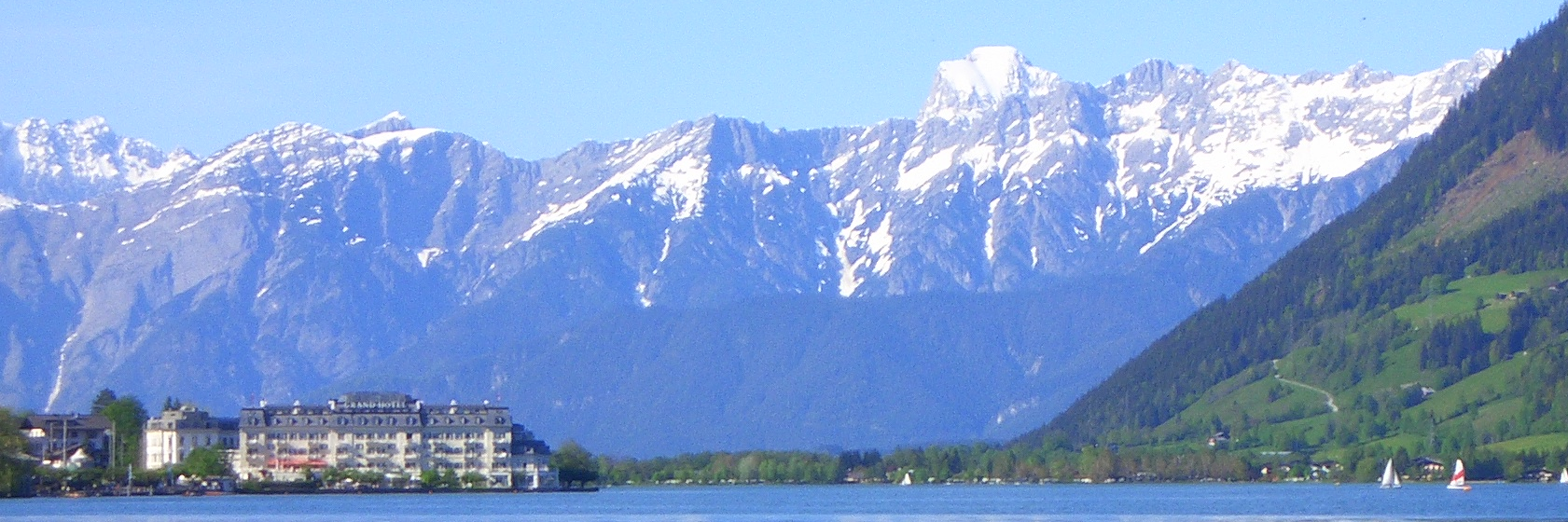
Südkamm des Steinernen Meers über dem Zeller See, Westabschnitt
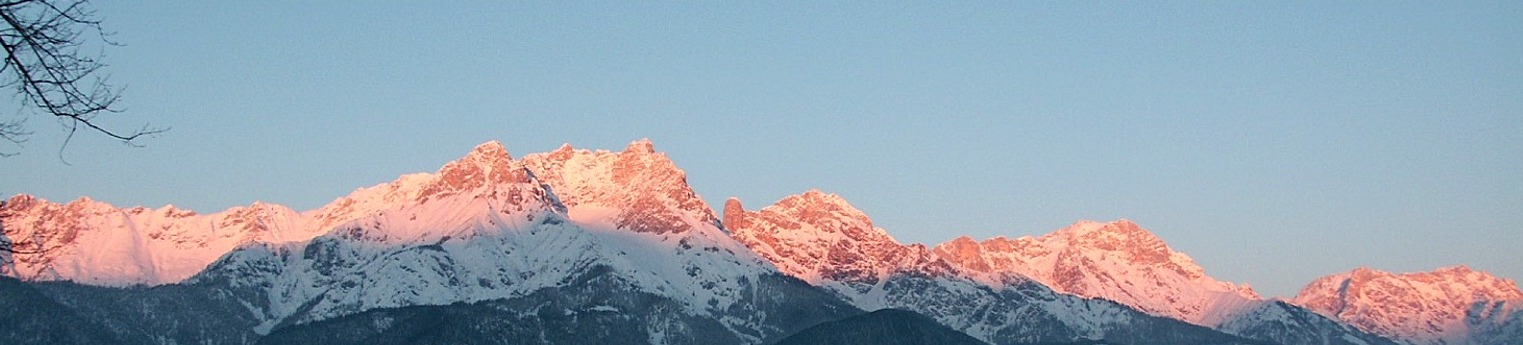
Südkamm des Steinernen Meers über Saalfelden, Ostabschnitt, im Alpenglühen
Blick von der Hochbrunnsulzen über den Westteil mit Schönfeldspitze
Blick von der Hochbrunnsulzen in den wilderen Ostteil des Steinernen Meeres

Der Funtensee in einem Talkessel inmitten des Steinernen Meers ist als Deutschlands Kältepol bekannt geworden.
Seit dem 17. Jahrhundert wird jährlich am 24. August, dem Bartholomäustag, die Almer Wallfahrt von Maria Alm nach St. Bartholomä am Königssee begangen. Der Pilgerweg, der das Steinerne Meer von Süd nach Nord durchquert (über das Riemannhaus, das Kärlingerhaus und durch die Saugasse), ist aus örtlichem Naturstein sorgfältig ausgebaut worden; der heutige Erhaltungszustand ist sehr ungleichmäßig.

## Gipfel

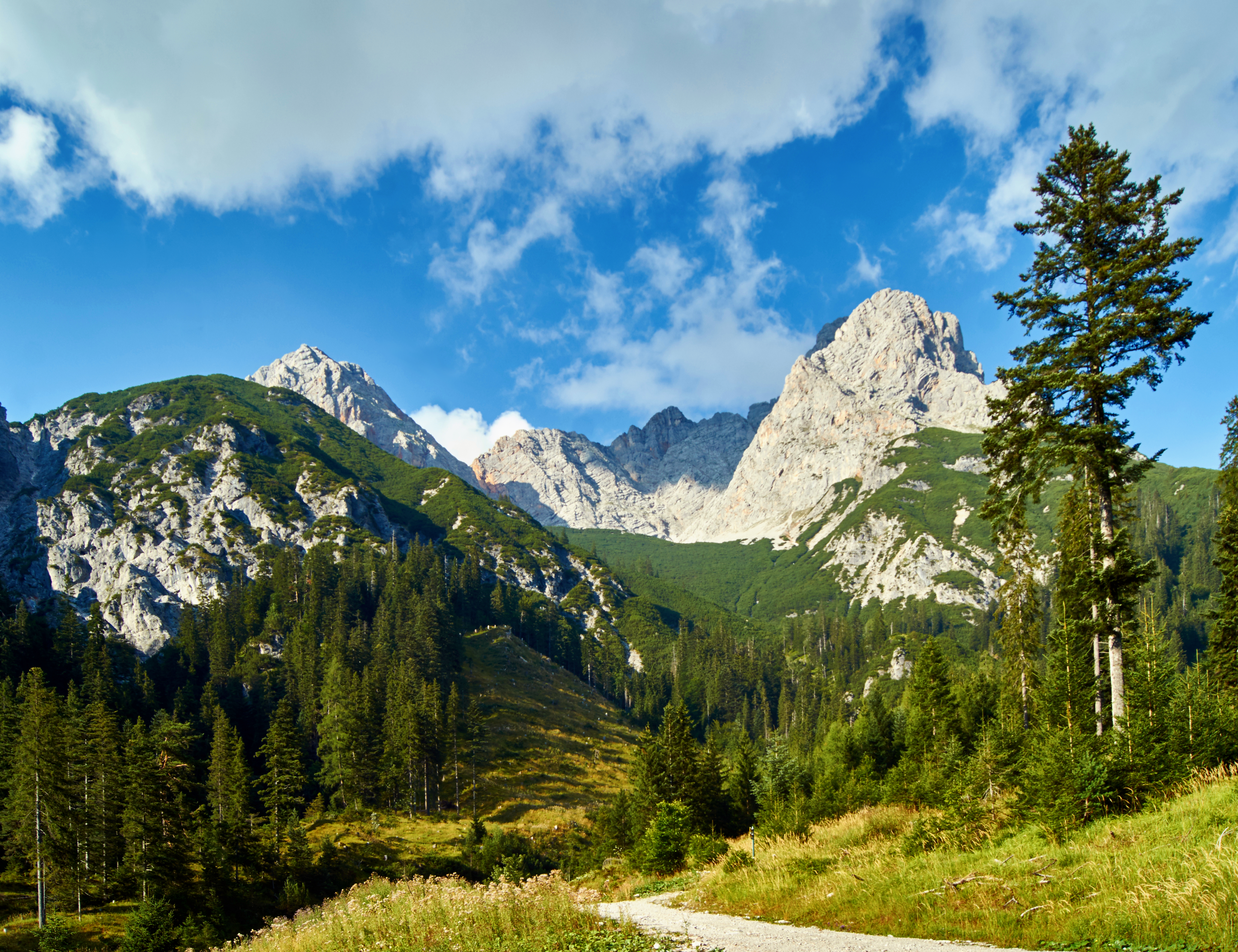
Persailhorn (links), Mitterhorn (Bildmitte) und Gratausläufer des Breithorns

Der markanteste und zugleich bekannteste Gipfel des Steinernen Meers ist die am Südrand auf der Pinzgauer Seite gelegene Schönfeldspitze (2653 m), deren Gipfelpyramide auch von Berchtesgaden aus sichtbar ist und zu den Wahrzeichen des Berchtesgadener Landes zählt. Das weniger bekannte Selbhorn (2655 m) ist der höchste Gipfel des Steinernen Meeres. Weitere hohe und bekannte Gipfel sind das Brandhorn (2610 m), welches den „Knotenpunkt“ des Berchtesgadener Lands mit dem Pinzgau und Pongau bildet; der Große Hundstod (2593 m), der Funtenseetauern (2578 m) und das Breithorn (2504 m).
Wenn man eine Schartenhöhe von 30 Metern als Kriterium bei der Zählung der Gipfel anlegt, gibt es im Steinernen Meer mindestens 63 Gipfel. 47 Gipfel haben eine Schartenhöhe von mindestens 50 Metern, 22 Gipfel haben eine Schartenhöhe von über 100 Metern, nur fünf Gipfel haben eine Schartenhöhe von über 200 Metern.
Gut 20 Gipfel sind mit einem markierten Wanderweg oder -steig erschlossen. So konzentriert sich die touristische Nutzung auf einige wenige Ziele, manche Gipfel werden nur selten bestiegen.
Die bedeutendsten Erhebungen des Steinernen Meers, geordnet nach der Höhe (unvollständige Liste):
| - Selbhorn, 2655 m - Schönfeldspitze, 2653 m - Brandhorn, 2609 m - Großer Hundstod, 2594 m - Langeck, 2593 m - Funtenseetauern, 2578 m - Wildalmkirchl, 2578 m - Schareck, 2567 m - Schwarze Schneid, 2565 m - Poneck, 2559 m - Grießkogel, 2543 m - Graskopf, 2519 m - Wildalmrotkopf, 2515 m - Breithorn, 2504 m | - Mitterhorn, 2491 m - Toter Hund, 2471 m - Wurmkopf, 2451 m - Reißhorn, 2411 m - Schindlkopf, 2356 m - Alpriedelhorn, 2351 m - Seehorn, 2321 m - Persailhorn, 2347 m - Kleiner Hundstod, 2263 m - Schneiber, 2330 m - Laubwand, 2312 m - Schottmalhorn, 2232 m - Großes Palfelhorn, 2222 m - Viehkogel, 2158 m |

Die bedeutendsten Erhebungen des Steinernen Meers, geordnet nach der Prominenz oder Schartenhöhe und nach der Dominanz:
| - Großer Hundstod, 475 m - Selbhorn, 408 m - Schönfeldspitze, 384 m - Breithorn, 327 m - Funtenseetauern, 212 m | - Selbhorn, 5,1 km - Großer Hundstod, 4,5 km - Funtenseetauern, 3,95 km - Breithorn, 2,45 km - Brandhorn, 2,4 km |

Diese Zahlen verdeutlichen, dass der Große Hundstod, der das Westende der Gruppe dominiert, nur vierthöchster Gipfel des Steinernen Meers, hinsichtlich orographischer Kriterien mindestens die „Nummer 2“ des Gebirges ist – noch vor der Schönfeldspitze, deren Bekanntheit in erster Linie aus der schlanken Form ihres Gipfelaufbaus resultiert.

## Hütten

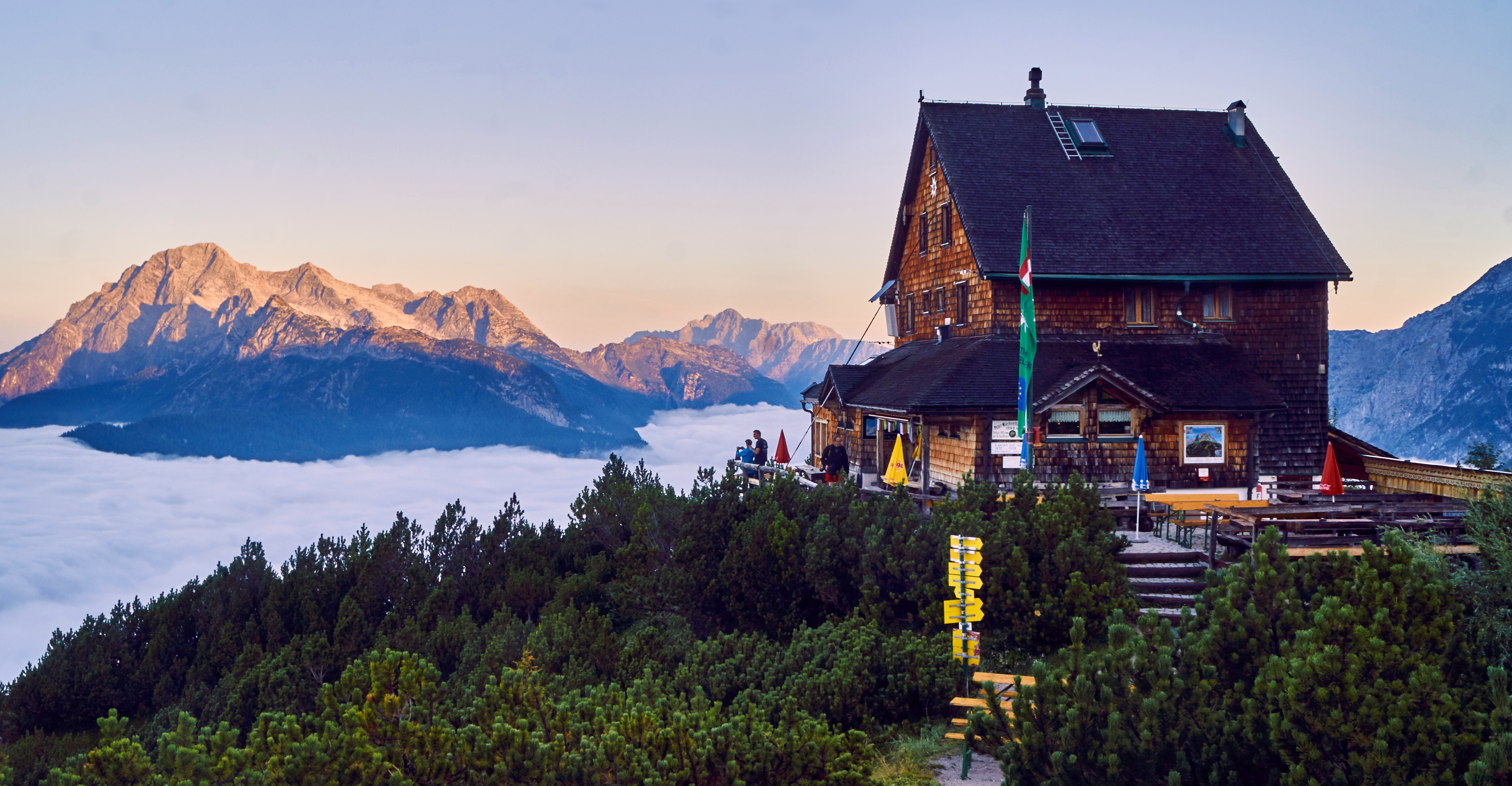
Peter-Wiechenthaler-Hütte auf dem Kienalkopf über Saalfelden

Der westliche Teil des Steinernen Meeres ist durch vier Alpenvereinshütten für Wanderer und Bergsteiger erschlossen. Dies sind auf deutscher Seite das Kärlingerhaus (1630 m) am Funtensee und auf österreichischer Seite das Riemannhaus (2177 m) an der Ramseider Scharte, das Ingolstädter Haus (2119 m) an der Dießbachscharte unterhalb des Großen Hundstods sowie die Peter-Wiechenthaler-Hütte (1707 m) auf dem Kienalkopf. Im weniger zugänglichen östlichen Teil des Gebirgsstocks steht den Alpinisten unterhalb des Wildalmkirchls eine Biwakschachtel (2457 m) als Stützpunkt und Notunterkunft offen. In der Röth, am Übergang zum Hagengebirge, bietet die in der Sommersaison bewirtete Wasseralm (1423 m) eine Übernachtungsmöglichkeit.
Zum Kärlingerhaus am Funtensee kann von der Bootshaltestelle Salet am Königssee über den Sagerecksteig oder – etwas einfacher – von St. Bartholomä über die Saugasse aufgestiegen werden. Die Saugasse war in früheren Zeiten auch der Versorgungsweg für das Kärlingerhaus.
Auf österreichischer Seite kann man von Saalfelden über den Bürgerberg und den Ramseider Steig oder von Maria Alm aus durch die Sandten zum Riemannhaus gelangen. Das Ingolstädter Haus kann direkt von Weißbach aus erreicht werden. Von dort ist der Abstieg über das Wimbachgries zwischen Watzmann und Hochkalter möglich. Zur Wiechenthaler-Hütte wird in der Regel von Saalfelden aus aufgestiegen.
Das Steinerne Meer wird auch von zwei österreichischen Weitwanderwegen, dem Nordalpenweg und dem Rupertiweg, durchquert.

## Skitouren
Der Funtenseetauern, der Hüttengipfel des Kärlingerhauses, bietet Abfahrten in alle vier Himmelsrichtungen. Die unter Skialpinisten bekannten Routen der Großen Reibn und der Hundstod-Reibn führen über das Diesbacheck, den Hochwieskessel und den Loferer Seilergraben ins Wimbachgries. Eine weitere Abfahrt im östlichen Steinernen Meer ist der Weg vom Brandhorn oder vom Marterlkopf über das Tauchertal ins Blühnbachtal. Das Wimbachgries und in noch stärkerem Maße das Blühnbachtal sind lange und flache Täler, die aufgrund der geringen Höhenlage früh ausapern. Bei guten Firnverhältnissen sind die Buchauer Scharte und die Torscharte beliebt, deren sonnseitige Hänge von den nahe bei Saalfelden gelegenen Ortschaften Maria Alm bzw. Hinterthal aus zu erreichen sind.

## Höhlen
Das bislang größte Höhlensystem im deutschen Teil des Steinernen Meeres ist die Salzgrabenhöhle, von der bisher nur ein Eingang bekannt ist. Dieser liegt auf der Nordseite des Simetsbergs, ca. 350 Höhenmeter über dem Königssee. Diese Höhle wird von der Nationalparkverwaltung unter Verschluss gehalten.

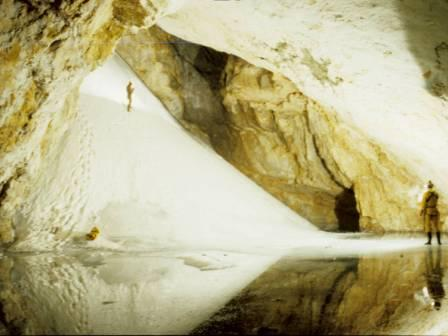
Schneekegel in der Kolkbläser-Monsterhöhle.

Ein schwer begehbares Höhlensystem ist das Kolkbläser-Monsterhöhle-System, dessen erster Eingang in der Südwand des Schindlkopfes entdeckt wurde. Es handelt sich um ein Riesensystem mit einer derzeit bekannten Ausdehnung von 44,5 km Länge und 723 m Tiefe. Maßgeblich an der Erschließung beteiligt war die Höhlenforschergruppe SAGA (Speläologische ArbeitsGruppe Aachen). Im Gebiet um den Leiterkopf, im Osten des Steinernen Meeres, waren unterschiedliche Gruppen unterwegs, unter anderem aus Frankfurt, Nürnberg und München. Viele von ihnen verdanken ihre Inspiration Toni Müller, der seit Jahrzehnten als Mentor der Höhlenforschung wirkt. Andere deutsche Höhlenforschergruppen arbeiten seit Jahren im Schneibergebiet. Schwerpunkt der Forschungen im zentralen Steinernen Meer sind u. a. die Bereiche Rotwandl und Ramseider Birg. Die Höhlenfreunde Giengen haben seit Ende der 1980er-Jahre fast 300 Höhleneingänge vermessen und zahlreiche Objekte erforscht. Längste Höhle ist hier mit über 9 km Länge das Stang-Rotwandl-System.
Eine nicht allzu schwierig erreichbare und leicht begehbare kurze Höhle ist die Schindlkopfhöhle, östlich des Schindlkopfes. Sie ist vom Ingolstädter Haus aus zugänglich. In die Eishalle scheint Tageslicht; sie ist der Boden einer großen Doline, die Decke der Halle ist eingestürzt.

## Öffentliche Anreise

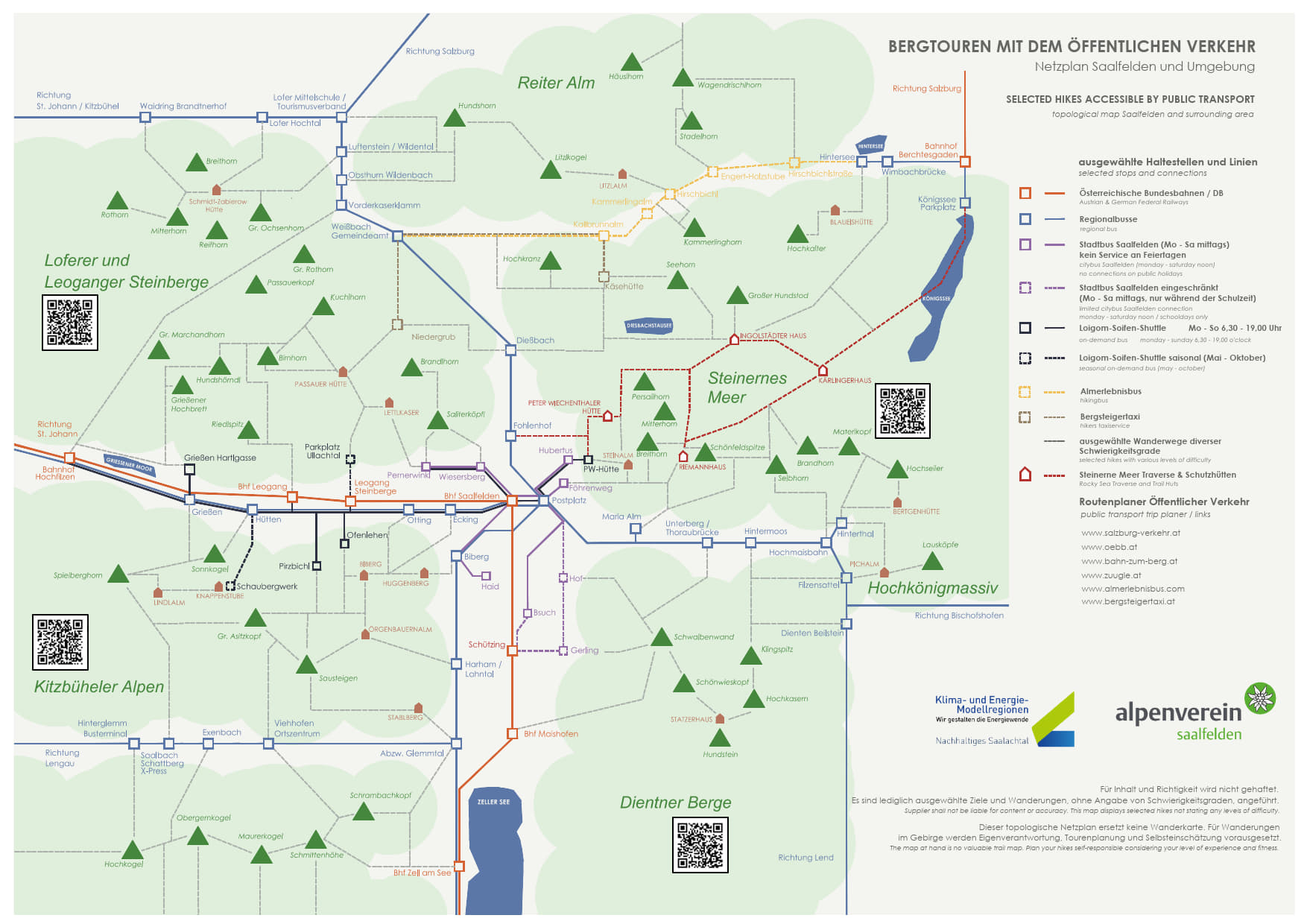
Erreichbarkeit des Steinernes Meeres mit dem Öffentlichen Verkehr

Das Steinerne Meer gilt als abgelegen und schwer erreichbar – und ist dennoch vergleichsweise gut an den öffentlichen Nahverkehr angebunden.
Neben Regionalbus, Stadtbus und Almerlebnisbus sind Loigom-Soifen-Shuttle und ein Bergsteigertaxi verfügbar.

## Rezeption
- Der Schriftsteller Clemens Eich ließ sich vom Steinernen Meer zu seinem gleichnamigen Roman 1995 inspirieren, der in einem fiktiven Ort in der Gegend von Bad Reichenhall spielt. Das Steinerne Meer selbst ist allerdings nicht unmittelbarer Bestandteil der Handlung.
- Theodor Weißenborn veröffentlichte 1986 einen Band mit Erzählungen, der ebenfalls den Titel Das Steinerne Meer trägt.
- Der 1995 veröffentlichte Roman Morbus Kitahara von Christoph Ransmayr spielt im Gebiet des Steinernen Meeres.